# Плаза

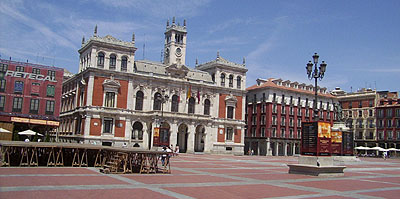
Типова іспанська плаза: головна площа та будівля муніципальної ради (Вальядолід, Іспанія)

Пла́за (правильніше — пла́са; від ісп. plaza, МФА: /'plaθa/ або /'plasa/) — іспанське слово, що означає відкритий громадський простір на кшталт міської (ринкової) площі в країнах іспаномовних і США.
По всій Іспанській Америці навколо центральної площі кожного адміністративного центру знаходилися три близько розташовані споруди — кафедральний собор, кабільдо або адміністративний центр, який міг перебувати в крилі губернаторського палацу, і audiencia або суд. Плаза може бути досить великою, щоб служити площею для проведення військових парадів. Під час фієсти плаза була місцем, де міг збиратися великий натовп.
Більшість колоніальних міст іспанської Америки були заплановані навколо «площі зброї», де відбувалася мобілізація, як видно з назви, оточеної палацом губернатора та головною церквою.
В англійській та українській мовах набуло додаткового значення «торговий центр», «торговий комплекс» або мол відкритого типу.
Однокорінне слово плац прийшло в українську мову з німецької.

## Також плаза може означати
- відкритий майданчик перед міськими будинками,
- місце збору мита за проїзд,
- торговий центр,
- зону відпочинку чи сервісу на автомагістралях.